# El Aguaje, Guerrero
El Aguaje är en ort i Mexiko.   Den ligger i kommunen Ajuchitlán del Progreso och delstaten Guerrero, i den södra delen av landet, 190 km sydväst om huvudstaden Mexico City. El Aguaje ligger 303 meter över havet och antalet invånare är 657.
Terrängen runt El Aguaje är kuperad åt nordväst, men åt sydost är den platt. Runt El Aguaje är det ganska glesbefolkat, med 21 invånare per kvadratkilometer. Närmaste större samhälle är Arcelia, 15,9 km nordost om El Aguaje. Omgivningarna runt El Aguaje är en mosaik av jordbruksmark och naturlig växtlighet.